# Irlandia na Letnich Igrzyskach Olimpijskich 1964
Irlandię na Letnich Igrzyskach Olimpijskich 1964 reprezentowało 25 zawodników: 24 mężczyzn i jedna kobieta. Był to ósmy start reprezentacji Irlandii na letnich igrzyskach olimpijskich.

## Zdobyte medale
| Medal | Zawodnik    | Dyscyplina                                   | Konkurencja           | Rezultat                                          |
| ----- | ----------- | -------------------------------------------- | --------------------- | ------------------------------------------------- |
| Brąz  | Jim McCourt | Boks na Letnich Igrzyskach Olimpijskich 1964 | waga lekka (do 60 kg) | w półfinale uległ Wiliktonwi Barannikowowi z ZSRR |

## Skład kadry

### Boks
Mężczyźni
| Zawodnik            | Konkurencja | 1/32             | 1/16                   | 1/8                 | Ćwierćfinał           | Półfinał                  | Finał            | Finał   |
| Zawodnik            | Konkurencja | Przeciwnik Wynik | Przeciwnik Wynik       | Przeciwnik Wynik    | Przeciwnik Wynik      | Przeciwnik Wynik          | Przeciwnik Wynik | Miejsce |
| ------------------- | ----------- | ---------------- | ---------------------- | ------------------- | --------------------- | ------------------------- | ---------------- | ------- |
| Sean McCafferty     | 51 kg       |                  | Rafael Carbonell W 5-0 | Sulley Shittu W 3-2 | Fernando Atzori P 0-5 | Nie awansował             | Nie awansował    | 5.      |
| Christopher Rafter  | 54 kg       |                  | Cesar Abel P 0-5       | Nie awansował       | Nie awansował         | Nie awansował             | Nie awansował    | 17.     |
| Patrick Fitzsimmons | 57 kg       |                  | Piotr Gutman P 0-5     | Nie awansował       | Nie awansował         | Nie awansował             | Nie awansował    | 17.     |
| Jim McCourt         | 60 kg       |                  | Seo Bun-Nam W 4-1      | GHulam Sarwar W 4-1 | Domingo Barrera W 4-1 | Wilikton Barannikow P 2-3 | Nie awansował    | brąz    |
| Brian Andreson      | 63,5 kg     |                  | Noil Touch P 2-3       | Nie awansował       | Nie awansował         | Nie awansował             | Nie awansował    | 17.     |

### Jeździectwo
| Zawodnik                                                        | Koń          | Konkurencja        | Ujeżdżenie | Cross country | Skoki  | Razem  | Pozycja |
| --------------------------------------------------------------- | ------------ | ------------------ | ---------- | ------------- | ------ | ------ | ------- |
| Harry Freeman-Jackson                                           | St.Finbarr   | WKKW indywidualnie | -52,33     | -16,40        | 0,00   | -68,73 | 28.     |
| John Harty                                                      | San Michele  | WKKW indywidualnie | -84,00     | 99,20         | -20,00 | -4,80  | 18.     |
| Thomas Brennan                                                  | Kilkenny     | WKKW indywidualnie | -57,67     | 58,80         | 0,00   | 1,13   | 16.     |
| Anthony Cameron                                                 | Black Salmon | WKKW indywidualnie | -70,67     | 117,20        | 0,00   | 46,53  | 5.      |
| Harry Freeman-Jackson John Harty Thomas Brennan Anthony Cameron | jak wyżej    | WKKW drużynowo     | -180,67    | 275,20        | 0,00   | 42,86  | 4.      |

### Judo
Mężczyźni
| Zawodnik  | Konkurencja | Eliminacje                        | Eliminacje | Repasaże                 | Repasaże | Półfinał         | Finał            | Finał   |
| Zawodnik  | Konkurencja | Przeciwnik                        | Wynik      | Przeciwnik               | Wynik    | Przeciwnik Wynik | Przeciwnik Wynik | Pozycja |
| --------- | ----------- | --------------------------------- | ---------- | ------------------------ | -------- | ---------------- | ---------------- | ------- |
| John Ryan | open        | Theodore Boronovskis Ali Hachicha | P W        | Akio Kaminaga Thomas Ong | P W      | Nie awansował    | Nie awansował    | 5.      |

### Lekkoatletyka
Mężczyźni
Konkurencje biegowe
| Zawodnik         | Konkurencja | Eliminacje | Eliminacje | Półfinał      | Półfinał      | Finał              | Finał              |
| Zawodnik         | Konkurencja | Wynik      | Miejsce    | Wynik         | Miejsce       | Wynik              | Miejsce            |
| ---------------- | ----------- | ---------- | ---------- | ------------- | ------------- | ------------------ | ------------------ |
| Derek McCleane   | 800 m       | 1:49,9     | 3.         | 1:48,4        | 7.            | Nie awansował      | Nie awansował      |
| Noel Carroll     | 800 m       | 1:51,1     | 5.         | Nie awansował | Nie awansował | Nie awansował      | Nie awansował      |
| Basil Clifford   | 1500 m      | 3:54,9     | 8.         | Nie awansował | Nie awansował | Nie awansował      | Nie awansował      |
| Thomas O’Riordan | 5000 m      | 14:08,8    | 9.         |               |               | Nie awansował      | Nie awansował      |
| Jim Hogan        | 10 000 m    |            |            |               |               | Nie ukończył biegu | Nie ukończył biegu |
| Jim Hogan        | maraton     |            |            |               |               | Nie ukończył biegu | Nie ukończył biegu |

Konkurencje techniczne
| Zawodnik    | Konkurencja | Kwalifikacje | Kwalifikacje | Finał         | Finał         |
| Zawodnik    | Konkurencja | Wynik        | Miejsce      | Wynik         | Miejsce       |
| ----------- | ----------- | ------------ | ------------ | ------------- | ------------- |
| John Lawlor | rzut młotem | 59,12        | 23.          | Nie awansował | Nie awansował |

Kobiety
Konkurencje biegowe
| Zawodnik   | Konkurencja | Eliminacje | Eliminacje | Półfinał       | Półfinał       | Finał          | Finał          |
| Zawodnik   | Konkurencja | Wynik      | Miejsce    | Wynik          | Miejsce        | Wynik          | Miejsce        |
| ---------- | ----------- | ---------- | ---------- | -------------- | -------------- | -------------- | -------------- |
| Maeve Kyle | 400 m       | 55,4       | 4.         | Nie awansowała | Nie awansowała | Nie awansowała | Nie awansowała |
| Maeve Kyle | 800 m       | 2:11,3     | 5.         | 2:12,9         | 8.             | Nie awansowała | Nie awansowała |

### Szermierka
Mężczyźni
| Zawodnik            | Konkurencja          | Runda 1 | Runda 1                                   | Ćwierćfinały                                                                               | Ćwierćfinały                        | Półfinały       | Półfinały       | Finał           | Finał           | Pozycja         |
| Zawodnik            | Konkurencja          | Przeciwnik                                                                                                  | Wynik                                     | Przeciwnik                                                                                 | Wynik                               | Przeciwnik      | Wynik           | Przeciwnik      | Wynik           | Pozycja         |
| ------------------- | -------------------- | --- | ----------------------------------------- | ------------------------------------------------------------------------------------------ | ----------------------------------- | --------------- | --------------- | --------------- | --------------- | --------------- |
| Michael Ryan        | floret indywidualnie | Jacky Courtillat Ion Drîmbă Bill Hoskyns Orlando Nannini Bizhan Zarnegar                                    | P 2-5 P 1-5 P 1-5 W 5-2 W 5-4             | Mark Midler Henry Hoskyns Egon Franke Kazuhiko Tabuchi Moustafa Soheim                     | P 3-5 P 0-5 P 1-5 P 0-5 P 4-5       | → Nie awansował | → Nie awansował | → Nie awansował | → Nie awansował | → Nie awansował |
| John Bouchier-Hayes | floret indywidualnie | Jenő Kamuti Roland Losert Sandy Leckie Ignacio Posada Ed Richards                                           | P 4-5 P 2-5 P 3-5 P 4-5 P 2-5             | → Nie awansował                                                                            | → Nie awansował                     | → Nie awansował | → Nie awansował | → Nie awansował | → Nie awansował | → Nie awansował |
| Michael Ryan        | szpada indywidualnie | Hryhorij Kriss Paul Ganier Yves Dreyfus Hassan El-Said Heizaburo Okawa René Van Den Driessche Trần Văn Xuan | P 0-5 P 4-5 P 1-5 P 2-5 P 4-5 P 1-5 W 5-1 | → Nie awansował                                                                            | → Nie awansował                     | → Nie awansował | → Nie awansował | → Nie awansował | → Nie awansował | → Nie awansował |
| John Bouchier-Hayes | szpada indywidualnie | Peter Jacobs Henryk Nielaba Guram Kostawa Orvar Lindwall Joseph Gemayel Francisco Serp Bizhan Zarnegar      | P 3-5 P 3-5 P 3-5 P 0-5 W 5-0 W 5-2 W 5-2 | Győző Kulcsár Hans Lagerwall Hassan El-Said Giuseppe Delfino Wiesław Glos Kazuhiko Tabuchi | P 3-5 P 1-5 P 2-5 P 2-5 P 0-5 W 5-2 | → Nie awansował | → Nie awansował | → Nie awansował | → Nie awansował | → Nie awansował |
| Michael Ryan        | szabla indywidualnie | Jakow Rylski Pierluigi Chicca Ion Drîmbă Ignacio Posada Rafael González                                     | P 2-5 P 1-5 P 2-5 P 2-5 P 1-5             | → Nie awansował                                                                            | → Nie awansował                     | → Nie awansował | → Nie awansował | → Nie awansował | → Nie awansował | → Nie awansował |
| John Bouchier-Hayes | szabla indywidualnie | Marcel Parent Emil Ochyra Walter Köstner Sandy Leckie Henry Sommerville                                     | P 1-5 P 1-5 P 1-5 P 3-5 P 0-5             | → Nie awansował                                                                            | → Nie awansował                     | → Nie awansował | → Nie awansował | → Nie awansował | → Nie awansował | → Nie awansował |

### Zapasy
Styl wolny
| Zawodnik      | Konkurencja | Runda pierwsza       | Runda druga              | Runda trzecia        | Runda czwarta    | Runda piąta      | Runda szósta     | Finał            | Pozycja       |
| Zawodnik      | Konkurencja | Przeciwnik Wynik     | Przeciwnik Wynik         | Przeciwnik Wynik     | Przeciwnik Wynik | Przeciwnik Wynik | Przeciwnik Wynik | Przeciwnik Wynik | Pozycja       |
| ------------- | ----------- | -------------------- | ------------------------ | -------------------- | ---------------- | ---------------- | ---------------- | ---------------- | ------------- |
| Seán O’Connor | -52 kg      | Cemal Yanılmaz P     | Faiz Mohammad Khakshar W | Vincenzo Grassi P    | Nie awansował    | Nie awansował    | Nie awansował    | Nie awansował    | Nie awansował |
| Joseph Feeney | -78 kg      | Gaetano De Vescovi P | John Boyle W             | Jigjidiin Mönkhbat P | Nie awansował    | Nie awansował    | Nie awansował    | Nie awansował    | Nie awansował |

### Żeglarstwo

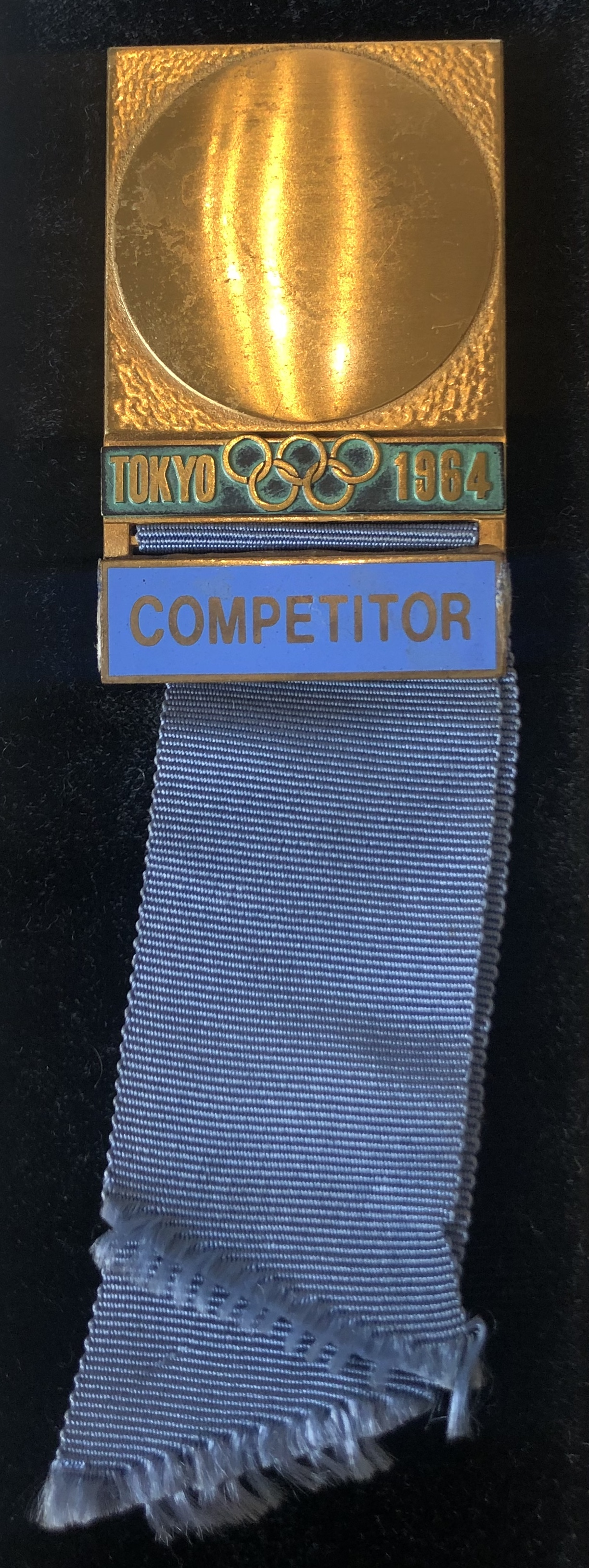
Medal za udział w zawodach olimpijskich reprezentanta Irlandii, Eddiego Kellihera

Mężczyźni
| Zawodnik                                 | Konkurencja | Wyścig | Wyścig | Wyścig | Wyścig | Wyścig | Wyścig | Wyścig | Punkty | Finałowa pozycja |
| Zawodnik                                 | Konkurencja | 1      | 2      | 3      | 4      | 5      | 6      | 7      | Punkty | Finałowa pozycja |
| ---------------------------------------- | ----------- | ------ | ------ | ------ | ------ | ------ | ------ | ------ | ------ | ---------------- |
| Johnny Hooper                            | Finn        | 297    | 443    | 101    | 258    | 364    | 341    | 297    | 2000   | 23.              |
| Eddie Kelliher Harry Maguire Rob D’Alton | Dragon      | 207    | 162    | 101    | 287    | 232    | 184    | 259    | 1331   | 20.              |